# Parkinsons lov
Parkinsons lov henviser til en (række af) påstand(e) fremsat af den britiske professor C. Northcote Parkinson (1909-93) vedrørende administrationen i den offentlige og den private sektor.

## Den voksende embedsstand
Ifølge Parkinson vil ethvert arbejde udvide sig indtil, at det udfylder al den tid, der er til rådighed for dets udførelse. Som demonstration heraf bruger Parkinson eksemplet med afsendelse af et postkort. En pensionist vil kunne bruge timer på at finde postkortet, derefter sine briller, så adressen, forfatte teksten, vurdere om vejret nødvendiggør medtagelse af en paraply eller ej og endelig foretage turen til postkassen omkring hjørnet. En travl person vil have klaret opgaven på tre minutter. Parkinson bruger eksemplet til at udlede, at der ikke er nogen sammenhæng mellem omfanget af det udførte arbejde og antallet af personer, der udfører dette. Han går derefter videre og hævder, at dette vil føre til en stadig vækst i administrationen. Dette skyldes to forudgivne antagelser:
1. en embedsmand ønsker at forøge antallet af underordnede, ikke af konkurrenter,
2. embedsmænd skaber arbejde for hinanden.

Til belysning af rigtigheden af påstandene opstiller Parkinson situationen hvor en embedsmand efter egen opfattelse har for meget arbejde. Han vil derfor anmode om at få ansat to underordnede for at hjælpe sig. Underordnede fordi de bidrager til at øge hans prestige, to fordi de derved holder hinanden i skak (en enkelt vil blot være en konkurrent til ham selv) og at han ved den rette arbejdsdeling er ene om at have overblikket. Senere vil disse underordnede givet på lignende måde anmode om ansættelse af nye underordnede, hvilket imødekommes fordi det sikrer yderligere anseelse. Samtidig begynder de ansatte at skabe arbejde for hinanden, idet en sag nu kan gå fra mand til mand for at belyse de forskellige sider. Samtidig må den oprindelige nu ledende embedsmand bruge tid på at planlægge sine underordnedes ferier og andet.
Parkinson brugte forskellige ministerier til at påvise sin påstand om det voksende embedsvæsen, og nåede frem til, at væksten er på 5-6% om året, hvilket kaldes Parkinsons første lov.

### Formel
Ifølge Parkinson ansætter en offentlig administration derfor {\displaystyle x} nye medarbejdere pr. år givet ved:
{\displaystyle x={\frac {2k^{m}+P}{n}}}
hvor
- {\displaystyle k} er antallet af ansatte, der ønsker forfremmelse ved at hyre nye ansatte.
- {\displaystyle m} er antallet af arbejdstimer hver person bruger på interne notater (mikropolitik).
- {\displaystyle P} er åntal år fra ansættelse til pension.
- {\displaystyle n} er antallet af administrative filer, der færdiggøres.

## Loven om forbrug
Parkinsons anden lov eller påstand er den, at udgifter vil stige indtil, at de dækker indtægterne. Parkinson supplerer denne med påstanden om pengespild i den offentlige sektor og om dennes evne til at skjule de faktiske forhold: "tal kan ikke lyve, men løgnere kan for det meste regne den ud". Han refererer et britisk parlamentsmedlem, der allerede i 1691 udtalte: "Jeg er lamslået over, at der i de bedste af alle tider, og under den bedste af alle regeringer, skal hvile et sådant mørke over tingene!".

## Loven om ansvar
Dette fører til Parkinsons lov eller påstand om, at meget store eller meget små udgifter ikke er genstand for nogen større interesse. Han bruger her eksemplerne med en atomreaktor til 10 mio £, der går problemfrit igennem godkendelse idet ingen af de ansvarlige har den fjerneste indsigt i emnet, et cykelskur til kontorpersonalet til 350 £, der kan give anledning til en vis diskussion, fordi de fleste kan forholde sig til det, og kaffe til et personalemøde til 2 £, der kan give anledning til lange debatter, fordi enhver ved hvad kaffe er. På et vist tidspunkt bliver beløbene imidlertid så små, at ingen gider bruge tid på dem. Parkinson mener, at "interessens forsvindingspunkt falder sammen med det beløb, hvert enkelt bestyrelsesmedlem kunne tænke sig at tabe i et væddemål eller skænke til velgørende formål".

## Beskatningsgrænser
Parkinson bruger derefter kræfter på at diskutere beskatning af indkomst og formue. Han tager udgangspunkt i sine tidligere fremsatte påstande og hævder, at "de skatter, som pålægges, stiger uundgåeligt i takt med udgifterne, og udgifterne stiger efter Parkinsons anden lov. Deres eneste grænser er det punkt, hvor ofret nægter at betale". Han mener, at "normale mennesker er altid uvillige til at betale skat, hvadsomhelst og hvorsomhelst". Imidlertid erkender de fleste mennesker at der – uanset hvor de bor og hvad de gør – altid vil være nogen, der er i stand til at afpresse dem et vist beløb, måske 10%.. Parkinson gør sig endvidere overvejelser om, hvorledes man kan undgå at blive beskattet: "Der kræves kun gennemsnitsintelligens for at få indtægt til at forsvinde ligesom en Chesire kat og kun efterlade et smørret grin, der jo altså ikke er skattepligtigt".

## Forsinkelsernes lov
Parkinson har tillige udviklet forsinkelsernes lov: "forsinkelse er den mest dødbringende form for afvisning". Påstanden er her den, at embedsfolk vil finde på alle mulige kneb for at modarbejde den foretagsomme privatmand, der har brug for en offentlig godkendelse. Dette sker ikke ved at afvise ansøgningen men derimod ved at opfinde forhold, der gør, at en endelig afgørelse må udskydes så længe, at den ikke længere har betydning.

## Det tomme rums lov
Endelig har Parkinson udviklet det tomme rums lov: "det tomme rum tiltrækker angribere når kommunikationen mellem mennesker forsvinder". Denne lov udvikler Parkinson således: "grundfejlen (ligger) i den skrækkelige selvtilfredshed hos statslige ledere, som slet ikke har gjort sig klart, hvor sårbar deres situation er. Disse selvtilfredse mænd går tidligt og kommer sent og bereder vejen til deres eget fald. De viser ikke initiativ, de foretager sig ikke noget, de ved ikke noget, og de er gamle. Men den gamle virksomhed, der mangler fantasi og savner dynamik, er allerede begyndt at glide nedad, og det er det vacuum, den danner ved at skrumpe ind, som tiltrækker dem, der vil købe den op – lige så givet, som at intern træghed fører til uro på arbejdspladsen". "En institution i tilbagegang .. er et sted, hvor ledelsen er faret vild, har glemt alt om, hvad det helt præcist var, den havde sat sig for at udrette". Skønt skrevet årtier inden, kunne det være en aktuel kommentar til en regering, hvis økonomi fører landet mod bankerot og hvis politik er vendt imod hensynet til de indbyggere, der tillige er deres vælgere – og som derfor lider voldsomme nederlag ved næstfølgende valg. Hvis en regering fører en politik uden hensyn til vælgerne og fratager dem deres demokratiske medbestemmelsesrettigheder, kan det udløse et oprør og en borgerkrig. Historien er fyldt med eksempler herpå.

## Humor som formidlingsform
Parkinson har selv forklaret om sine bøger, at "Dersom man skal have succes med kunsten at kommunikere, er det nødvendigt, at man har et ønske om at kommunikere, en evne til at skabe tillid, en klar ide om, hvad det er, man ønsker at få sagt, og endelig stilfornemmelse". "Mens de fleste gerne vil snakke, er der kun få, der har noget at sige". "Hemmeligheden ved at bruge humor bevidst som redskab eller middel er, at man får spøgen knyttet sammen med budskabet på en måde, så at det at huske det ene betyder at huske begge dele".